# Jesús de Machaca (gemeente)
Jesús de Machaca is een gemeente (municipio) in de Boliviaanse provincie Ingavi in het departement La Paz. De gemeente telt naar schatting 15.383 inwoners (2018). De hoofdplaats is Jesús de Machaca.

## Indeling
- Cantón Aguallamaya - 1.694 inwoners (2001)
- Cantón Chama - 1.278 inw.
- Cantón Cuipa España de Machaca - 662 inw.
- Cantón Jesús de Machaca - 862 inw.
- Cantón Kalla Tupac Katari - 2.669 inw.
- Cantón Khonkho San Salvador - 755 inw.
- Cantón Mejillones de Machaca - 845 inw.
- Cantón Santa Ana de Machaca - 363 inw.
- Cantón Santo Domingo de Machaca - 588 inw.
- Cantón Villa Asunción de Machca - 3.244 inw.